# Eotyrannus lengi
Eotyrannus (il cui nome significa "primo tiranno") è un genere estinto di dinosauro teropode tyrannosauroide vissuto nel Cretaceo inferiore, circa 130 milioni di anni fa (Barremiano), in quella che oggi è la Formazione Wessex, incluso nel gruppo Wealden, situato nella costa sud-occidentale dell'Isola di Wight, Regno Unito. Il genere contiene una singola specie, ossi E. lengi, i cui resti (MIWG1997.550), sono costituiti da crani parziali, lo scheletro assiale ed elementi scheletrici appendicolari, provenienti da un individuo giovane o subadulto, ritrovato in un letto di argilla composta da detriti vegetali, e descritto da Hutt et al. all'inizio del 2001. L'etimologia del nome generico si riferisce alla classificazione degli animali come uno dei primi tyrannosauri o "lucertole tiranno", mentre il nome specifico onora lo scopritore del fossile.

## Descrizione

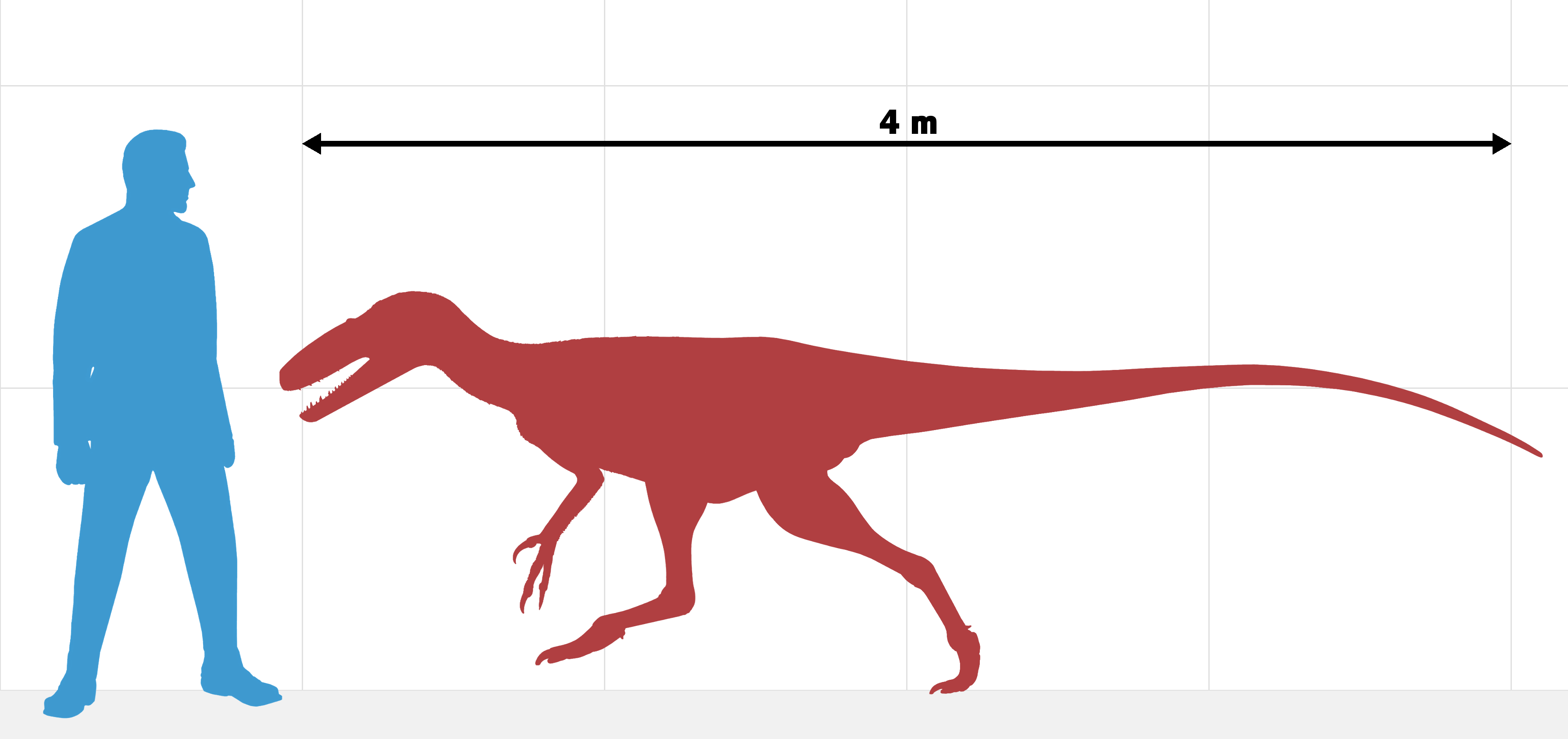
Dimensioni dell'olotipo di E. lengi

Si stima che l'olotipo di Eotyrannus raggiungesse una lunghezza di circa 4 metri (13,1 piedi).
Il campione olotipico si è disarticolato prima della fossilizzazione, con molti elementi dello scheletro sparsi in tutto l'assemblaggio: nessuna colonna vertebrale è conservata in articolazione e le vertebre conservate sono costituite da archi neurali separati e centri vertebrali, che hanno permesso di identificare l'olotipo come un individuo giovane o subadulto.
Un certo numero di caratteristiche presenti nel campione olotipico si sono rivelate uniche del genere Eotyrannus. Queste includono: l'estremità rostrale della mascella che presenta una tacca concava che ospita l'alveolo più mesiale e un dente orientato dorsalmente sul margine rostromesiale della tacca, i solchi laterali curvi sulla superficie laterale dell mascella, un surangolare con una sporgenza ipertrofica concava vicino al bordo rostrodorsale, con l'estremità caudale della concavità contenente del forame che perfora il corpo dell'osso surangolare, un basso processo coronoideo sulla surangolare con un'area concava situata caudodorsalmente, e un'ulna e un radio con una sezione trasversale a forma di goccia del corpo centrale delle ossa.
A causa della relativa bassa qualità della conservazione degli elementi scheletrici, numerosi pezzi ossei scoperti sono stati difficili da identificare: questi includono elementi cranici non identificati, nonché un'ulna che da allora è stata identificata come la parte distale della tibia, prima di essere identificata correttamente. Prima della corretta identificazione di questo frammento, Eotyrannus fu ricostruito con tibie molto più lunghe, che influenzarono le prime ricostruzioni dell'animale, identificandole erroneamente come un veloce corridore.
Molte delle caratteristiche presentati anche come uniche per il genere nella diagnosi di Hutt et al. (2001) sono in realtà molto diffuse in tutta Tyrannosauroidea, come ad esempio la presenza di "carene dentellata sui denti premascellari a forma di D", che è tutt'altro che unica per E. lengi. Inoltre, né la presenza di una regione rostrale lateralmente appiattita alla mascella né un bordo pronunciato alla fossa antorbitale sono unici per il genere.

## Classificazione
La scoperta di Eotyrannus conferma l'idea che i primi tyrannosauroidi fossero piccoli e di costituzione leggera, con lunghe zampe anteriori e dotate di tre dita, anche se le dimensioni relativamente grandi di Eotyrannus indicano che l'evoluzione precoce di questo clade è stata effettuata su larga scala o che l'animale ha sviluppato grandi dimensioni indipendentemente. La scoperta di questo animale in Europa mette in discussione anche la presunta origine asiatica di questi animali insieme allo Stokesosaurus nordamericano e l'Aviatyrannis europeo che sostengono una biogeografia più complessa per i tyrannosauroidi.
Nel 2014, Eotyrannus è stato classificato come appartenente ai Megaraptora, strettamente imparentato con Megaraptor, secondo gli studi di Porfiri et al. (2014). Tuttavia, un'analisi più recente, sulla descrizione di Jinbeisaurus, ha accomunato i generi Stokesosaurus, Juratyrant e Eotyrannus come facenti parte di una nuova famiglia coniata da Wu et al. (2019), gli Stokesosauridae.

## Storia della scoperta
La posizione esatta della scoperta dell'olotipo di Eotyrannus non è mai stata rivelata a causa della sua importanza e della possibilità di raccogliere nuovo materiale man mano che la costa si allontana. Da quanto menzionato nella descrizione, l'esemplare è stato trovato sulla costa sud-occidentale dell'Isola di Wight, tra Atherfield Point e Hanover Point. Nel 1995, il collezionista locale Gavin Leng consegnò un artiglio che aveva trovato lungo la costa a Steve Hutt, che lavorava al vecchio Museo della Geologia dell'Isola di Wight, a Sandown. Gavin Leng rivelò la posizione in cui fu scoperto l'artiglio, e nelle settimane successive il sito fu accuratamente scavato e i fossili rimossi in una matrice dura. Nel corso degli anni successivi l'esemplare è stato accuratamente studiato dagli scienziati dell'Università di Portsmouth e con l'aiuto del Museo di Storia Naturale di Londra.
Alla fine, nel 2000, Eotyrannus ricevette il suo nome generico, Eotyrannus, insieme al suo epiteto specifico, lengi, in onore di Gavin Leng. Il materiale è stato brevemente descritto da Hutt et al. (2001). Nel luglio 2018, Darren Naish, un collega di Hutt che ha contribuito a produrre la descrizione preliminare, ha creato una raccolta fondi GoFundMe al fine di rilasciare una monografia dell'esemplare, che ha ricevuto offerte ben oltre il suo obiettivo stabilito. La monografia apparirà in sede come Open Access.

## Paleoecologia

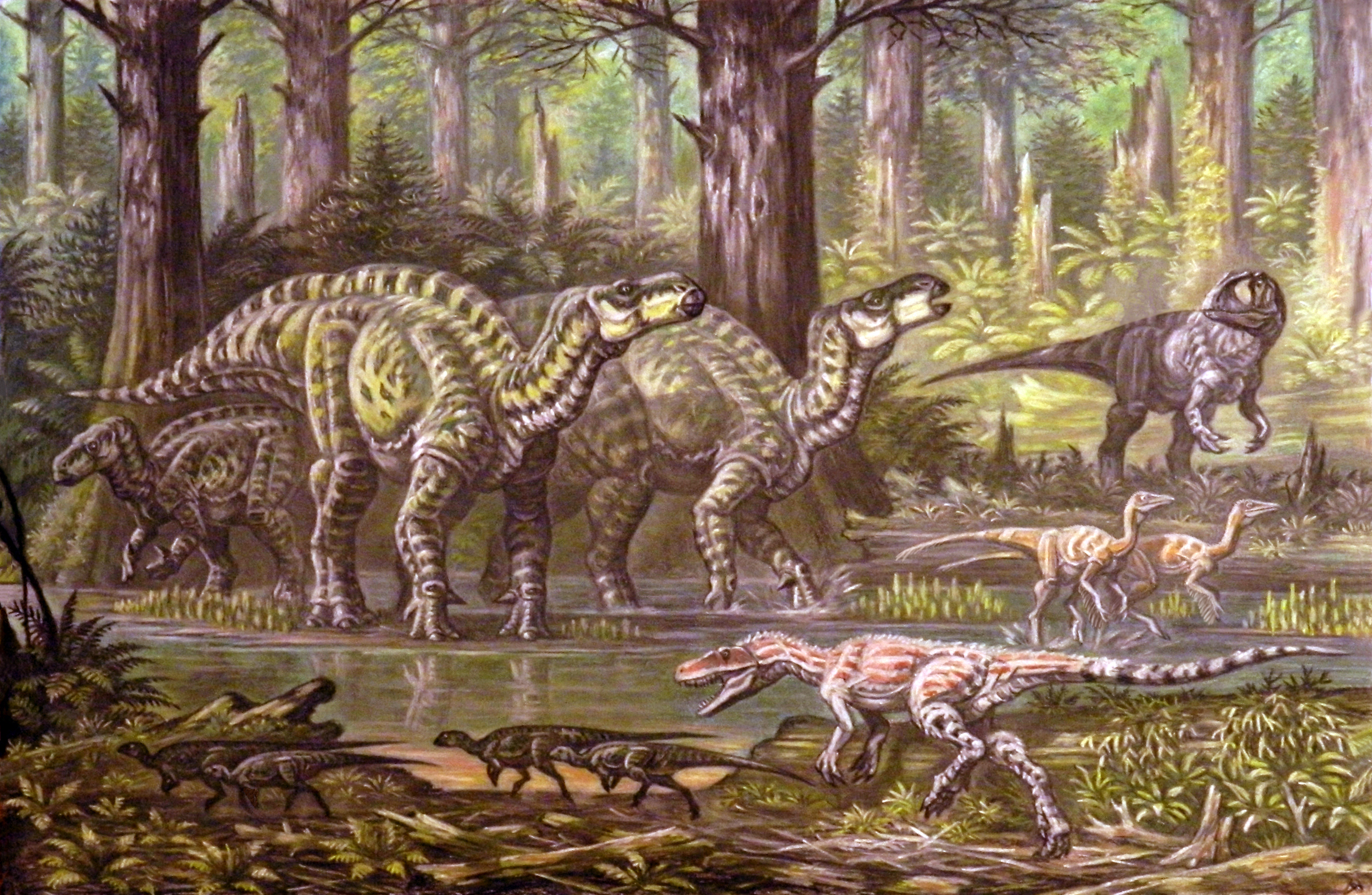
Ricostruzione di un Eotyrannus mentre insegue un gruppo di Hypsilophodon, insieme ad altri dinosauri della Formazione Wessex sulla sfondo

La Formazione Wessex, dove sono stati ritrovati i resti di Eotyrannus, doveva essere una terra calda e umida, simile all'attuale Mediterraneo. Tuttavia, ci sono prove di una fase di crescente aridità tra il tardo Barremiano e il primo Aptiano, propria nel periodo in cui visse Eotyrannus. Nel bacino di Wessex, prove sedimentologiche, così come fossili come fessure di fango, suggeriscono che l'area ha sperimentato un paleoclima caldo ed equo con una temperatura media annua di 20-25 °C con scarse precipitazioni stagionali. Watson e Alvin (1996) e Allen (1998) dimostrarono che la flora della Formazione Wessex era resistente al fuoco e alla siccità e suggerì che fosse adattata ad un clima stagionale con periodi di marcata aridità. La prova di una stagione delle piogge è fornita dal frequente verificarsi di carie fungine nel materiale vegetale dai letti di detriti vegetali.
La Formazione Wessex presentava una vasta gamma di fauna, inclusi molti altri dinosauri, tra cui teropodi come il neovenatoride Neovenator, il compsognathide Aristosuchus e lo spinosauride Baryonyx; tra gli erbivori, invece, vi era il piccolo neornithischio Hypsilophodon, gli ornithopodi Iguanodon, Mantellisaurus e Valdosaurus; i sauropodi Ornithopsis, Eucamerotus e Iuticosaurus; e il nodosauride Polacanthus. C'erano molte specie di mammiferi contemporanee di cui probabilmente Eotyrannus si nutriva, tra cui lo spalacotheriide Yaverlestes e l'eobaataride Eobaatar.